# 4090 Рісегвезд
4090 Рісегвезд (4090 Říšehvězd) — астероїд головного поясу, відкритий 2 вересня 1986 року.
Тіссеранів параметр щодо Юпітера — 3,523.